# Fereydoon Batmanghelidj
Fereydoon Batmanghelidj (ausgesprochen: Batman-gee-lidsch; * 1930 oder 1931 im Iran; † 15. November 2004 in den USA) war ein iranischer Arzt und Alternativmediziner.

## Leben
Seine medizinische Ausbildung absolvierte Batmanghelidj am St Mary’s Hospital der London University. Er kehrte in den Iran zurück und wurde dort als Unternehmer wohlhabend. 1979 wurde er von der iranischen Revolutionsregierung verhaftet. Im Gefängnis entdeckte er nach eigenem Bekunden die „Heilkraft von Wasser“. Nach Ansicht von Batmanghelidj soll Wassermangel (Dehydratation) über das medizinisch Anerkannte hinaus schädliche Einflüsse auf die Gesundheit haben und Ursache vieler Erkrankungen (z. B. Krebs, Schlaganfälle, Depressionen, koronare Herzkrankheiten, Osteoporose, Gicht, oder Übergewicht) sein. 1982 emigrierte Batmanghelidj aus dem Iran in die USA. Hier hielt er Vorträge und schrieb mehrere Bücher zu diesem Thema. Wegen seiner verallgemeinernden Thesen zur Heilung mit Wasser ist Batmanghelidj bis heute stark umstritten.
Batmanghelidj ist der Vater von vier Kindern, darunter Camila Batmanghelidj, deren karitative Einrichtung Kids Company 2015 wegen einer mutmaßlichen Veruntreuung von drei Millionen Pfund an öffentlichen Geldern und Vorwürfen von Kindsmissbrauch geschlossen wurde.
Batmanghelidj hat nach seiner Emigration in die USA keinerlei Resultate seiner Forschungen veröffentlicht. Einzige Ausnahme hierzu bildet ein Aufsatz in einer Fachzeitschrift für Magendarm-Heilkunde (1983).
Er ließ sich in den USA zwar als Naturheilkundiger registrieren, war aber bis zu seinem Tode 2004 nachweislich weder als solcher noch ärztlich tätig.

## Schriften
- Wassertrinken wirkt Wunder. Erfolgsberichte von chronisch Kranken. VAK-Verlag-GmbH, Kirchzarten bei Freiburg 2013, ISBN 978-3-86731-141-0 (englisch: Water cures – drugs kill.).
- Sie sind nicht krank, Sie sind durstig. Heilung von innen mit Wasser und Salz. 12. Auflage. VAK-Verlag-GmbH, Kirchzarten bei Freiburg 2012, ISBN 978-3-86731-119-9 (englisch: Water and salt.).